# Lloyd Hamilton
Lloyd Vernon Hamilton, även känd som Ham Hamilton, född 19 augusti 1891, död 19 januari 1935, var en amerikansk komiker. Han var en av de mest hyllade filmkomikerna i Hollywood under 1920-talet. Charlie Chaplin lär ha uttalat att Hamilton är den enda skådespelare som gör mig avundsjuk. Hamilton uppnådde stjärnstatus redan 1914 när han spelade tillsammans med Bud Duncan som komikerparet Ham and Bud, men det var först en del år senare, som soloartist, han mottog kritikernas hyllningar. Hamilton spelade oftast en välmenande, men rätt naiv och pojkaktig man som ständigt drabbades av hemsk olycka. Bland hans mest kända filmer finns kortfilmerna The Movies (1925) och Move Along (1926).